# Charles Bronfman
Charles Rosner Bronfman, PC, CC (* 27. Juni 1931 in Montreal), ist ein kanadischer Unternehmer und Philanthrop.

## Familie
Charles Bronfman ist eines von vier Kindern von Samuel und Saidye Rosner Bronfman. Seine Geschwister sind Edgar Bronfman, Aileen Bronfman de Gunzberg und Phyllis Lambert. Er war mit Andrea Brett Morrison verheiratet und hat mit ihr fünf Kinder (Jeremy, Pippa, Tony, Ellen und Stephen).

## Leben
Bronfman besuchte die Selwyn House School in Montreal, die Trinity College School in Port Hope (Ontario) und die McGill University. 1951 trat er in das väterliche Spirituosenunternehmen Seagram ein und erbte dieses mit seinem Bruder nach dem Tod seines Vaters 1971.
Von 1968 bis 1990 war er der Mehrheitseigentümer des Profi-Baseball-Team Montreal Expos, welches in der Major League Baseball spielte. Seit 1997 ist er Vorsitzender von Koor Industries Ltd., einer der größten israelischen Investment Holding Companys.
Das Forbes Magazine führte ihn 2003 auf Platz fünf der reichsten Menschen Kanadas und 2005 auf Platz 211 der Liste der reichsten Leute der Welt.
Mit seiner Frau gründete er 1986 die kanadische Stiftung CRB Foundation. Ihr Ziel ist, das Gefühl für den Zusammenhalt Kanadas weiterzuentwickeln und zugleich die Einheit derjenigen jüdischen Menschen zu fördern, welche sich auf Jerusalem als ihr geistiges Zentrum beziehen. Von 1999 bis 2001 war er der Präsident der United Jewish Communities (UJC), einer Dachorganisation von 155 jüdischen Vereinen und 400 unabhängigen jüdischen Gemeinden Nordamerikas. Gemeinsam mit Michael Steinhardt gründete er Taglit – Birthright Israel, ein Programm, mit dem jüdischen Jugendlichen im Alter zwischen 18 und 26 Jahren Reisen nach Israel ermöglicht und ihnen der Kontakt mit der Kultur des Landes ermöglicht werden soll. Seit Beginn des Programms im Winter 2000 haben rund 110.000 Jugendliche daran teilgenommen. Er ist Vorsitzender der Andrea and Charles Bronfman Philanthropies, ACBP, einer seit 1986 tätigen Dachorganisation über alle Wohlfahrtsorganisationen, welche das Ehepaar gegründet hat. Sie sind in Kanada, den USA und Israel tätig sind. Die Organisation wird seit 2016 umstrukturiert, um ihre Wirkung zu erhöhen.

## Auszeichnungen
- Officer of the Order of Canada (1981)
- Ehrendoktorat für Philosophie der Hebräischen Universität von Jerusalem (1990)
- Ehrendoktorat für Rechtswissenschaft der McGill University, Montreal (1990)
- Member of the Queen’s Privy Council for Canada (1992)
- Companion of the Order of Canada, Kanadas höchste Auszeichnung für Zivilpersonen (1992)
- Ehrendoktorat für Humane Letters der Brandeis-Universität, Waltham, Massachusetts (1992)
- Ehrendoktorat für Rechtswissenschaft der Concordia University, Montreal (1992)
- Ehrendoktorat für Rechtswissenschaft der University of Waterloo, Waterloo (1995)
- Ehrendoktorat für Rechtswissenschaft der University of Toronto (2000)
- Gemeinsam mit seiner Ehefrau wurde ihm 2002 die Ehrenbürgerschaft der Stadt Jerusalem verliehen
- 2019 wurde ihm die Ehrenbürgerschaft der Stadt Montreal verliehen[4]